# Puccinia isiacae
Espèce
Puccinia isiacae est une espèce de champignons de la famille des Pucciniaceae.

## Description
La spermogonie est jaune pâle, en cercles, épiphylle, nombreuse, immergée, de diamètre jusqu'à 40 µm, avec des paraphyses dépassant de 40 µm. Les écidies sont groupées sur des taches foliaires pâles ou jaunes, principalement hypophylles ; les écies fraîches sont blanc neige. Le péridium) est généralement cupulé.

## Parasitisme
Puccinia isiacae a pour plantes hôtes :
- Alliaria petiolata
- Anethum graveolens
- Arabis glabra
- Atropa bella-donna
- Barbarea vulgaris
- Beta vulgaris
- Biscutella coronopifolia (sv)
- Biscutella laevigata
- Brassica oleracea
- Bryonia dioica
- Buglossoides arvensis
- Bupleurum rotundifolium
- Calendula stellata (de)
- Camelina alyssum (en)
- Camelina sativa
- Capsella bursa-pastoris
- Cardaria draba
- Cerastium glomeratum
- Cleome spinosa (es)
- Convolvulus althaeoides
- Cucumis sativus
- Cynanchum acutum
- Cynoglossum cheirifolium
- Cynoglossum clandestinum (sv)
- Cynoglossum officinale
- Descurainia sophia
- Diplotaxis viminea (de)
- Diplotaxis virgata (es)
- Dodartia orientalis
- Echium plantagineum
- Erodium
- Eruca vesicaria
- Erucastrum leucanthum (sv)
- Erucastrum nasturtiifolium
- Eryngium planum
- Erysimum cheiranthoides
- Euclidium syriacum (es)
- Galeopsis tetrahit
- Hymenolobus procumbens (pt)
- Isatis tinctoria
- Lamium galeobdolon
- Lamium purpureum
- Lepidium campestre
- Lepidium cartilagineum (de)
- Lepidium latifolium
- Lepidium perfoliatum (es)
- Lepidium ruderale
- Lepidium vesicarium (sv)
- Ligustrum ovalifolium
- Ligustrum vulgare
- Linaria reflexa
- Mercurialis annua
- Myagrum perfoliatum
- Myosotis arvensis
- Nicotiana tabacum
- Noccaea jankae (sv)
- Pimpinella
- Pseudoturritis turrita
- Raphanus sativus
- Reseda alba
- Reseda phyteuma
- Rorippa palustris
- Silene vulgaris
- Sinapis alba
- Sinapis arvensis
- Sisymbrium altissimum
- Sisymbrium officinale
- Sonchus tenerrimus
- Spinacia oleracea
- Spinacia tetrandra (sv)
- Stellaria media
- Syringa
- Thlaspi arvense
- Thlaspi ceratocarpon (sv)
- Tropaeolum majus
- Valerianella locusta
- Valerianella uncinata (sv)
- Veronica arvensis
- Veronica hederifolia
- Veronica serpyllifolia
- Zygophyllum atriplicoides (sv)
- Zygophyllum fabago